# Salganea nalepae
Salganea nalepae är en kackerlacksart som beskrevs av Maekawa och Matsumoto 1999. Salganea nalepae ingår i släktet Salganea och familjen jättekackerlackor. Inga underarter finns listade i Catalogue of Life.